# ورخنیرمولگی
ورخنیرمولگی (به لاتین: Verkhneyermolgi) یک منطقهٔ مسکونی در روسیه است که در باشقیرستان واقع شده‌است.